# Павийи
Павийи (фр. Pavilly) — город на севере Франции, регион Нормандия, департамент Приморская Сена, округ Руан, кантон Нотр-Дам-де-Бондвиль. Расположен в 23 км к северо-западу от Руана, в 4 км от автомагистрали А150, в месте слияния речек Саффембек и Остреберт. На юге коммуны находится железнодорожная станция Павийи-Статьон линии Париж-Гавр.
Население (2018) — 6 260 человек.

## Достопримечательности
- Аббатство Павийи, основанное Святой Остребертой в 662 году.
- Часовня Святой Остерберты
- Церковь Норт-Дам XIII века
- Шато Эневаль XIV века

## Экономика
Структура занятости населения:
- сельское хозяйство — 0,4 %
- промышленность — 10,9 %
- строительство — 10,0 %
- торговля, транспорт и сфера услуг — 43,5 %
- государственные и муниципальные службы — 35,3 %

Уровень безработицы (2017) — 12,3 % (Франция в целом —  13,4 %, департамент Приморская Сена — 15,3 %). 

Среднегодовой доход на 1 человека, евро (2018) — 20 200 (Франция в целом — 21 730, департамент Приморская Сена — 21 140).

## Демография
Динамика численности населения, чел.

## Администрация
Пост мэра Павийи с 2016 года занимает Франсуа Тьерс (François Tierce). На муниципальных выборах 2020 года возглавляемый им независимый список победил в 1-м туре, получив 64,85 % голосов.
| Период | Период | Фамилия       | Партия                  | Примечания |
| ------ | ------ | ------------- | ----------------------- | --- |
| 1960   | 1995   | Бернар Гедон  | Разные правые           | фармацевт |
| 1995   | 2001   | Жан-Клод Батё | Социалистическая партия | профессор колледжа, член Генерального совета департамента, член Регионального совета Верхней Нормандии, депутат Национального собрания Франции |
| 2001   | 2016   | Клод Лемель   | Разные правые           | пенсионер |
| 2016   |        | Франсуа Тьерс |                         | пенсионер, бывший руководитель фармацевтической системы департамента                                                                           |

## Галерея

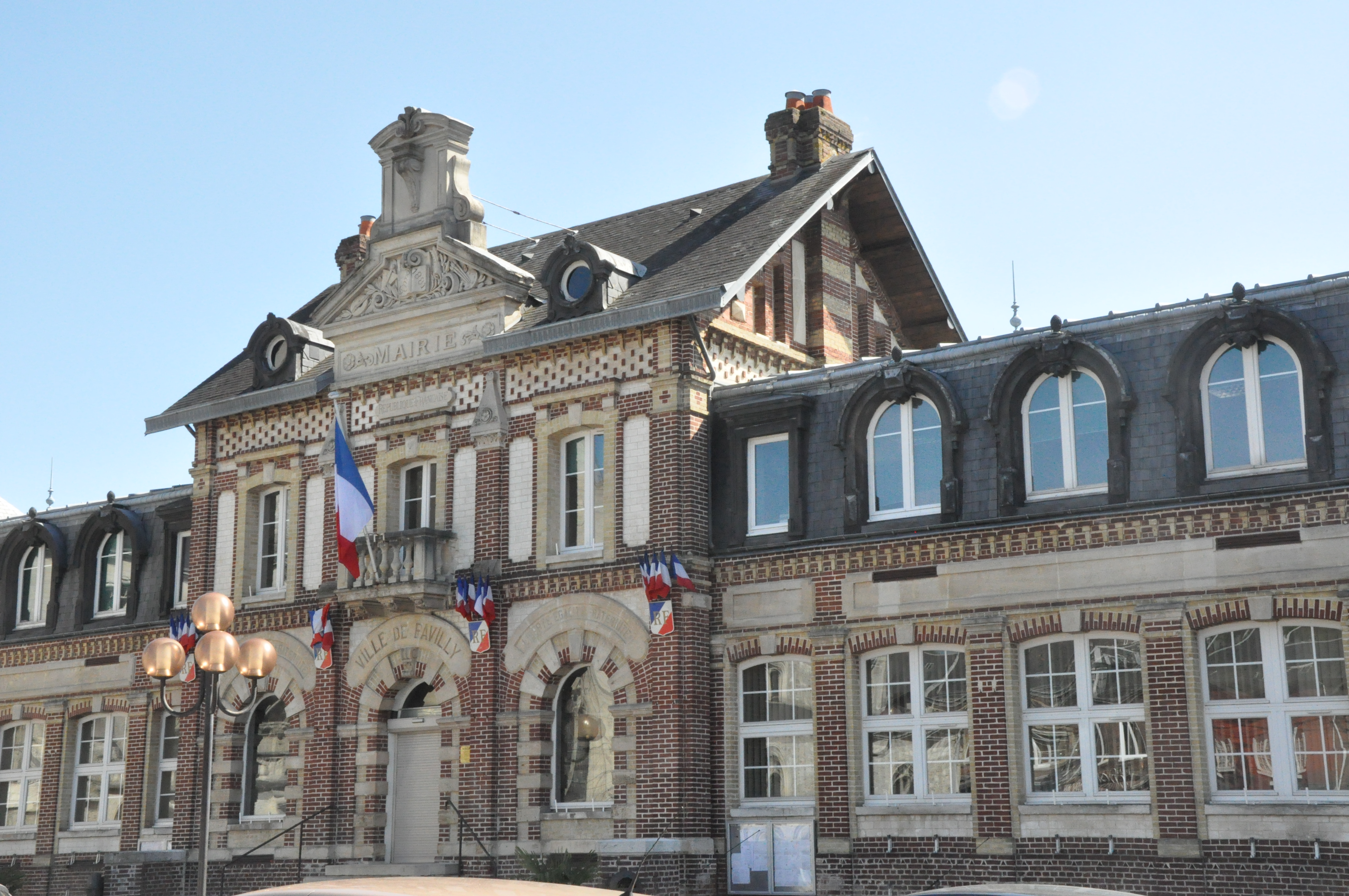
Здание мэрии
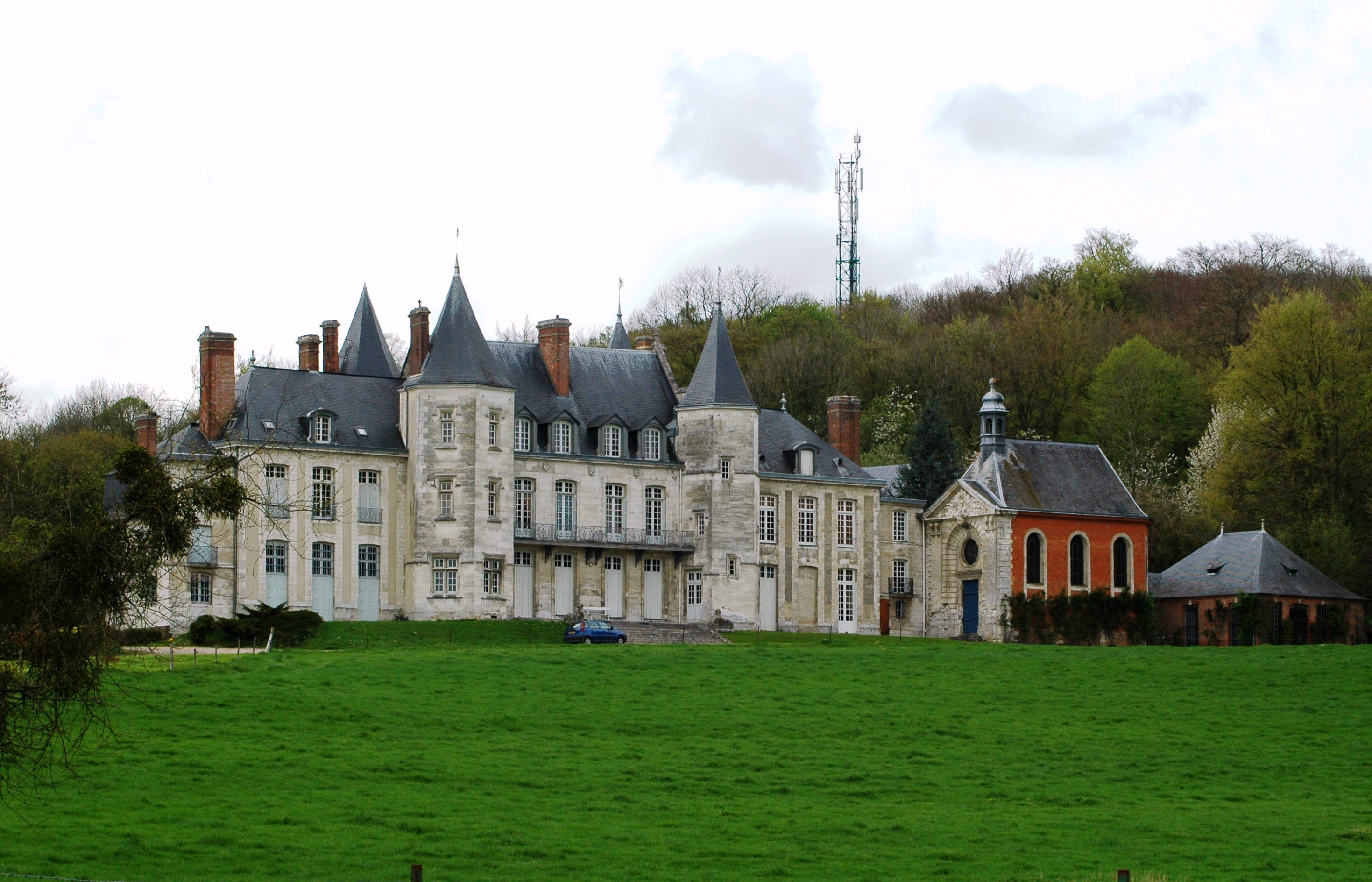
Шато Эневаль

1. 1 2  база данных о французских коммунах — Национальный географический институт Франции, 2015.